# دورپلینگ
دورپلینگ (به آلمانی: Dörpling) یک شهر  در آلمان است که در دیمارشن واقع شده‌است. دورپلینگ ۶۱۹ نفر جمعیت دارد.